# Sant Miquel de Serinyana
Sant Miquel de Serinyana és una església romànica de Bassella (Alt Urgell) inclosa a l'Inventari del Patrimoni Arquitectònic de Catalunya.

## Descripció
Edifici religiós d'una nau, amb la coberta esfondrada. Porta adovellada al mur sud. A ponent campanar de paret de dos ulls. És una construcció bastant eixida amb carreus treballats fen filada. Alguns autors pensen que és d'origen romànic.